# رنکین (آریزونا)
رنکین (به انگلیسی: Rankin) یک منطقهٔ مسکونی در ایالات متحده آمریکا است که در آریزونا واقع شده است. رنکین ۸۴۹ متر بالاتر از سطح دریا واقع شده است.